# Andriej Bukin
Andriej Anatoljewicz Bukin, ros. Андрей Анатольевич Букин (ur. 10 czerwca 1957 w Moskwie) – radziecki łyżwiarz figurowy, startujący w parach tanecznych z Natalją Biestiemjanową. Mistrz olimpijski z Calgary (1988), wicemistrz olimpijski z Sarajewa (1984) i uczestnik igrzysk olimpijskich (1980), 4-krotny mistrz świata (1985–1988), 5-krotny mistrz Europy (1983, 1985–1988) oraz trzykrotny mistrz Związku Radzieckiego (1982, 1983, 1987). Karierę amatorską zakończył w 1988 roku.

## Życie prywatne
Pierwszą żoną Bukina była jego pierwsza partnerka sportowa Olga Abankina, z którą ma syna Andrieja (ur. 1983). Z drugą żoną, również byłą łyżwiarką figurową, Jeleną Wasiuk, ma syna Iwana (ur. 1993), który tak jak rodzice startuje w parach tanecznych.

## Osiągnięcia

### Z Natalją Biestiemjanową
| Zawody               | 77–78          | 78–79          | 79–80          | 80–81          | 81–82          | 82–83          | 83–84          | 84–85          | 85–86          | 86–87          | 87–88          |                |                |                |                |                |                |
| Międzynarodowe       | Międzynarodowe | Międzynarodowe | Międzynarodowe | Międzynarodowe | Międzynarodowe | Międzynarodowe | Międzynarodowe | Międzynarodowe | Międzynarodowe | Międzynarodowe | Międzynarodowe | Międzynarodowe | Międzynarodowe | Międzynarodowe | Międzynarodowe | Międzynarodowe | Międzynarodowe |
| -------------------- | -------------- | -------------- | -------------- | -------------- | -------------- | -------------- | -------------- | -------------- | -------------- | -------------- | -------------- | -------------- | -------------- | -------------- | -------------- | -------------- | -------------- |
| Igrzyska olimpijskie |                |                | 8              |                |                |                | 2              |                |                |                | 1              |                |                |                |                |                |                |
| Mistrzostwa świata   |                | 10             |                | 3              | 2              | 2              | 2              | 1              | 1              | 1              | 1              |                |                |                |                |                |                |
| Mistrzostwa Europy   |                |                | 6              | 4              | 2              | 1              | 2              | 1              | 1              | 1              | 1              |                |                |                |                |                |                |
| NHK Trophy           |                |                |                |                |                |                |                |                |                | 1              | 1              |                |                |                |                |                |                |
| Prize of Moscow News |                | 4              | 2              | 3              | 1              | 1              | 1              | 2              | 1              |                |                |                |                |                |                |                |                |
| Skate America        |                |                | 2              |                |                |                |                |                |                |                |                |                |                |                |                |                |                |
| Ennia Challenge Cup  |                |                |                | 1              |                |                |                |                |                |                |                |                |                |                |                |                |                |
| Krajowe              |                |                |                |                |                |                |                |                |                |                |                |                |                |                |                |                |                |
| Mistrzostwa ZSRR     | 3              | 4              | 2              | 3              | 1              | 1              |                | 2              |                | 1              |                |                |                |                |                |                |                |

### Z Olgą Abankiną
| Mistrzostwa ZSRR | 5 |

## Nagrody i odznaczenia
- Światowa Galeria Sławy Łyżwiarstwa Figurowego – 2019[7]